# 沼龜屬
沼龜屬（Morenia），亦稱孔雀龜屬，是地龜科下的一個屬，其下生物分佈於印度、孟加拉國和緬甸。

## 下属物种
本属包括以下物种：
- 緬甸沼龜 Morenia ocellata (Duméril & Bibron, 1835)，缅甸孔雀龟
- 印度沼龜 Morenia petersi (Anderson, 1879)，印度孔雀龟